# Военный институт иностранных языков
Военный институт иностранных языков Красной Армии (ВИИЯ, ВИИЯКА) — высшее военное учебное заведение СССР, существовавшее в 1942—1974 годах.

## История
- В 1940 году Совет Народных Комиссаров СССР принял постановление об организации при 2-м Московском государственном педагогическом институте иностранных языков (2-й МГПИИЯ) Военного факультета со статусом высшего военно-учебного заведения. На него возлагалась задача подготовки военных преподавателей английского, немецкого и французского языков для училищ и академий Красной Армии.
- В начале 1941 года факультет получил новое официальное название: Военный факультет западных языков при 1-м и 2-м МГПИИЯ.
- 12 апреля 1942 года приказом № 0271 Народного комиссара обороны СССР Военный факультет западных языков при 2-м МГПИИЯ был преобразован в Военный институт иностранных языков Красной Армии (ВИИЯКА) с дислокацией в Ставрополе Куйбышевской области. Согласно тому же приказу в состав института вошли 
  - военный факультет восточных языков при Московском институте востоковедения и
  - военные курсы иностранных языков из города Орска.
- 1 августа 1974 года на базе Военного института иностранных языков был образован Военный институт Министерства обороны СССР, 12 августа этого же года в состав Военного института из Военно-политической академии имени В. И. Ленина переведен военно-юридический факультет. Подготовка военных специалистов филологического профиля осуществлялась на факультетах западных и восточных языков, специальной пропаганды, заочного обучения и на курсах переподготовки офицеров-переводчиков запаса.

Последний выпуск факультетов иностранных языков Военного института Минобороны СССР был в 1993 году.